# گرودوویکوفسک

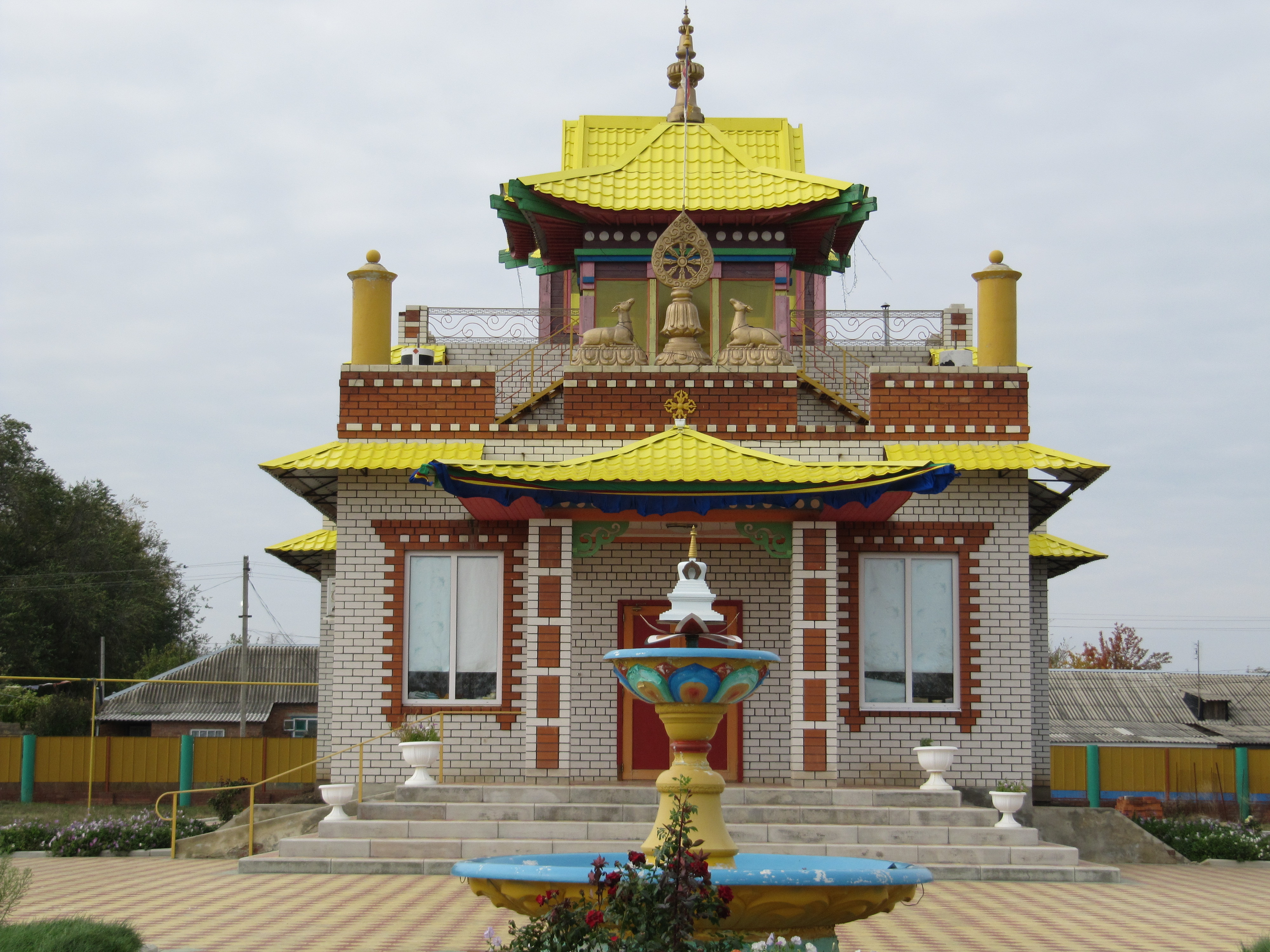

شهر گرودوویکوفسک (به روسی: Городовиковск) در کشور روسیه و در جمهوری قالموقستان واقع شده‌است.